# Markt 7 (Neustrelitz)

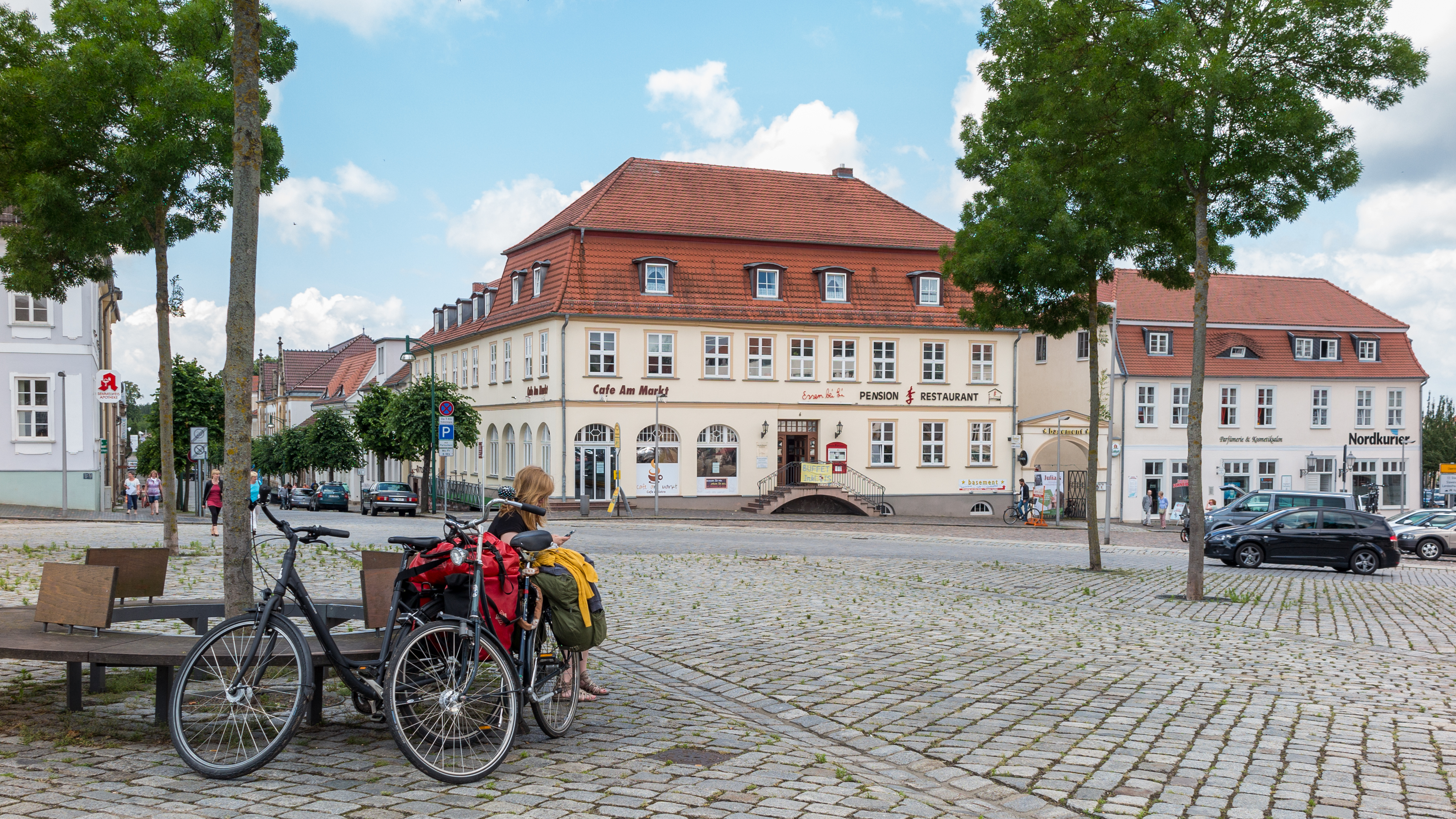
Nr. 7: rechts

Das Wohn- und Geschäftshaus Markt 7 in Neustrelitz (Mecklenburg-Vorpommern) an der Südwestseite des Marktplatzes wurde im 18. Jahrhundert gebaut. Im Haus befand sich die ehemalige Großherzogliche Hofapotheke. Seit 2013 hat der Nordkurier hier einen Sitz.
Das Gebäude steht unter Denkmalschutz.

## Geschichte

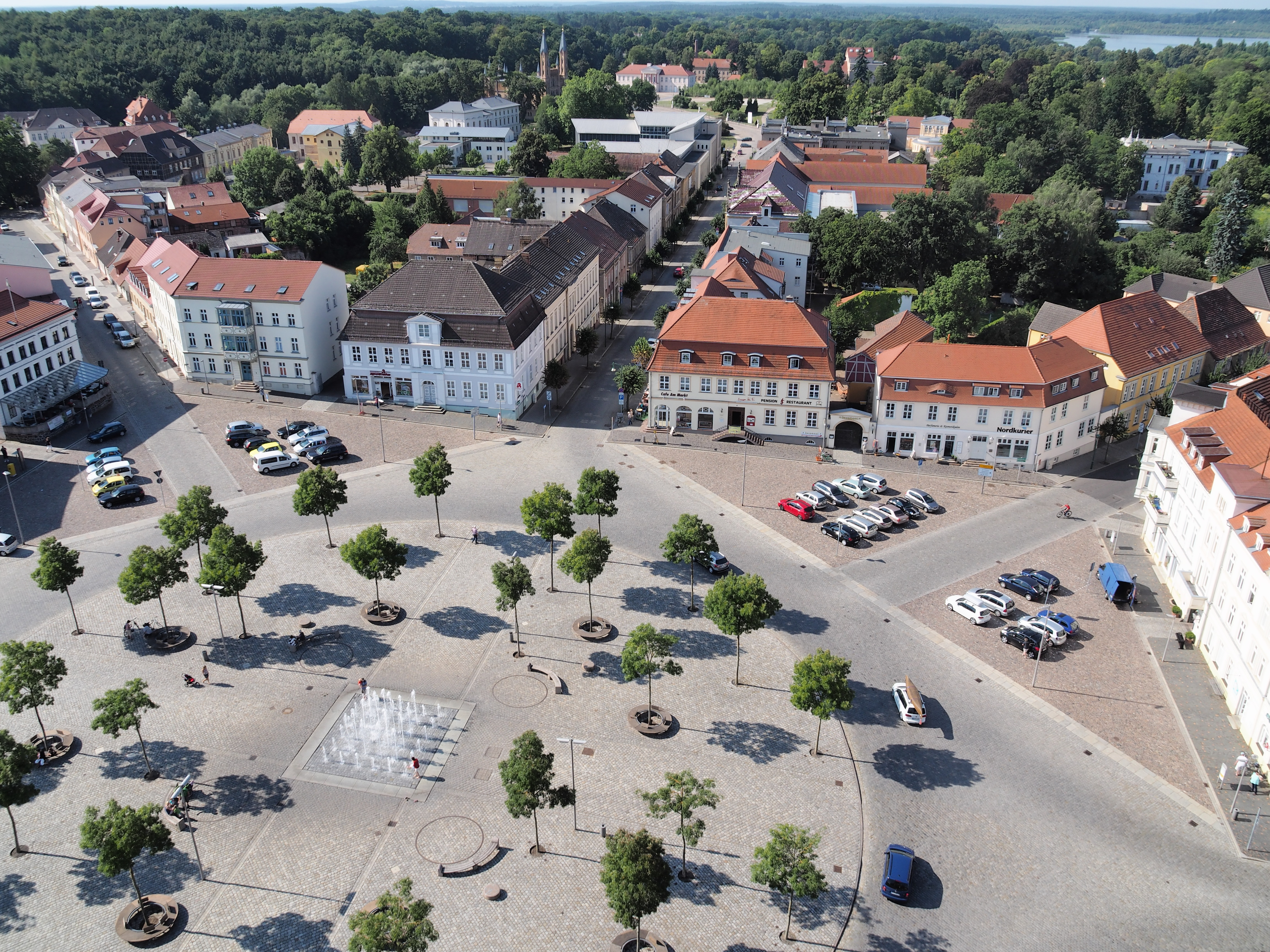
Marktplatz: Südwestseite

Die Residenzstadt Neustrelitz mit 20.151 Einwohnern (2020) wurde erstmals 1732 erwähnt.
Das zweigeschossige verputzte barocke Eckgebäude von vor 1743 mit einem Mansarddach mit Kronendeckung, einer Fledermausgaube und weiteren Gauben steht als eines der ältesten profanen Häuser der Stadt an dem prägenden quadratischen spätbarocken Marktplatz mit seinen sternförmigen acht Straßen. Das Gebäude bildet, verbunden mit einem Torbogen, mit der Nr. 6 ein Ensemble. 1743 eröffnete Bürgermeister Johann Christoph Eggers die ehemalige Großherzogliche private Hofapotheke des Apothekers Wodrich im Erdgeschoss, die bis 1800 die einzige Apotheke in der Stadt war. Es folgten als Apotheker 1829 Gremlin, 1849 Johann Otto Karl Zander, 1894 Dr. Johann Otto Carl Zander, 1910 Heinrich Pape, 1933 Hedwig Melz, 1948 Elisabeth Illmer-Kephalides (geb. Melz) und 1996 Ulrich Spanka, Ulricke Acker.
1896 wurde die Fassade erneuert, 1960 erneut.
Das Haus wurde um 2002 im Rahmen der Städtebauförderung saniert. Im Haus befindet sich ein Laden und seit 2013 die Lokalredaktion des Nordkuriers mit der Strelitzer Zeitung.
Das großherzogliche Wappen der Apotheke zierte einst das Haus, wurde wohl in den 1940er/50er Jahren entfernt, konnte wiedergefunden, 2008 restauriert werden und 2014 einen Platz an der Fassade wieder einnehmen.